# Handbook of the Birds of the World
Das Handbook of the Birds of the World (HBW) ist ein mehrbändiges Nachschlagewerk in englischer Sprache, das alle beschriebenen lebenden Vogelarten der Erde abdeckt. Es wird beim spanischen Verlagshaus Lynx Edicions in Barcelona veröffentlicht. Die Herausgeber sind Josep del Hoyo, Andrew Elliott, Jordi Sargatal und David A. Christie.
Die Buchreihe wurde ab 1992 publiziert und war mit dem Erscheinen des 17. Bandes (Supplementband) abgeschlossen.
Der systematische Aufbau der Reihe folgt den taxonomischen Erkenntnissen, die bei Fertigstellung der Manuskripte aktuell anerkannt sind. Gelegentlich kommt es jedoch vor, dass systematische Änderungen erst im Folgeband berücksichtigt werden, wie die Übertragung vieler Gattungen der Unterfamilie Saxocolinae in die Familie Muscicapidae in Band 11. Der größte Teil dieser Unterfamilie wird jedoch in Band 10 behandelt, als sie noch ein Teil der Familie Turdidae war. Neu entdeckte Arten werden berücksichtigt, sofern bei Fertigstellung des Manuskriptes eine wissenschaftliche Erstbeschreibung vorliegt.
Jeder Band (ausgenommen die ersten beiden) beginnt mit einer Abhandlung über ein bestimmtes ornithologisches Thema, dann folgt der Einleitungsartikel über die Familie und schließlich die individuellen Beiträge über die Arten (einschließlich ihrer Systematik, Unterarten und Verbreitung, Beschreibung, Lebensraum, Lebensweise (Fortpflanzung, Wanderungen, Nahrung) und Schutzstatus). Dazu gibt es eine Verbreitungskarte, bibliographische Referenzen, die in einem Index am Ende eines jeden Bandes aufgelistet sind, sowie eine Illustration auf einer Bildtafel.
Am Handbook of the Birds of the World waren 277 Autoren und 31 Illustratoren aus 40 Ländern sowie 1151 Fotografen aus aller Welt beteiligt. Von vielen seltenen Vogelarten, darunter von der Banggai-Krähe oder dem Großschnabel-Rohrsänger, erschienen die weltweit ersten Fotos in dieser Buchreihe.

## Veröffentlichte Bände

### Band 1: Ostrich to Ducks (Afrikanischer Strauß bis Entenvögel)
Dieser Band wurde im September 1992 veröffentlicht. Er beginnt mit einer 38-seitigen Übersicht von Eduardo de Juana über die Lebensweise von Vögeln und einem Vorwort von Christoph Imboden, in dem das HBW-Projekt vorgestellt wird. Folgende Familien werden in diesem Band behandelt:
| - Struthionidae (Afrikanischer Strauß) - Rheidae (Nandus) - Casuariidae (Kasuare) - Dromaiidae (Emus) - Apterygidae (Kiwis) - Tinamidae (Steißhühner) - Spheniscidae (Pinguine) - Gaviidae (Seetaucher) - Podicipedidae (Lappentaucher) | - Diomedeidae (Albatrosse) - Procellariidae (Sturmvögel) - Hydrobatidae (Nördliche Sturmschwalben) - Pelecanoididae (Tauchsturmvögel) - Phaethontidae (Tropikvögel) - Pelecanidae (Pelikane) - Sulidae (Tölpel) - Phalacrocoracidae (Kormorane) - Anhingidae (Schlangenhalsvögel) | - Fregatidae (Fregattvögel) - Ardeidae (Reiher) - Scopidae (Hammerkopf) - Ciconiidae (Störche) - Balaenicipitidae (Schuhschnabel) - Threskiornithidae (Ibisse und Löffler) - Phoenicopteridae (Flamingos) - Anhimidae (Wehrvögel) - Anatidae (Enten, Gänse und Schwäne) |

### Band 2: New World Vultures to Guineafowl (Neuweltgeier bis Perlhühner)
Dieser Band wurde 1994 veröffentlicht. Er enthält ein Vorwort von Walter J. Bock über das Informations- und Organisationskonzept des Handbook of the Bird of the World. Folgende Familien werden in diesem Band behandelt:
| - Cathartidae (Neuweltgeier) - Pandionidae (Fischadler) - Accipitridae (Habichtartige) - Sagittariidae (Sekretär) - Falconidae (Falken und Geierfalken) - Megapodiidae (Großfußhühner) | - Cracidae (Hokkohühner) - Meleagridinae oder Meleagrididae in der HBW-Systematik (Truthühner) - Tetraoinae oder Tetraonidae in der HBW-Systematik (Raufußhühner) - Odontophoridae (Zahnwachteln) - Phasianidae (Fasanenartige) - Numididae (Perlhühner) |

### Band 3: Hoatzin to Auks (Hoatzin bis Alkenvögel)
Dieser Band wurde 1996 veröffentlicht. Er beginnt mit einer Abhandlung über „Kunst und Natur“ von Robert Bateman. Folgende Familien werden in diesem Band behandelt:
| - Opisthocomidae (Hoatzin) - Mesitornithidae (Stelzenrallen) - Turnicidae (Laufhühnchen) - Gruidae (Kraniche) - Aramidae (Rallenkranich) - Psophiidae (Trompetervögel) - Rallidae (Rallen, Teichhühner und Blässhühner) - Heliornithidae (Binsenrallen) - Rhynochetidae (Kagu) - Eurypygidae (Sonnenralle) | - Cariamidae (Seriemas) - Otididae (Trappen) - Jacanidae (Blatthühnchen) - Rostratulidae (Goldschnepfen) - Dromadidae (Reiherläufer) - Haematopodidae (Austernfischer) - Ibidorhynchidae (Ibisschnabel) - Recurvirostridae (Säbelschnäbler und Stelzenläufer) - Burhinidae (Triele) - Glareolidae (Brachschwalben und Rennläufer) | - Charadriidae (Regenpfeifer) - Scolopacidae (Schnepfenvögel) - Pedionomidae (Steppenläufer) - Thinocoridae (Höhenläufer) - Chionididae (Scheidenschnäbel) - Stercorariidae (Raubmöwen) - Laridae (Möwen) - Sternidae (Seeschwalben) - Rhynchopidae (Scherenschnäbel) - Alcidae (Alke und Lummen) |

### Band 4: Sandgrouse to Cuckoos (Flughühner bis Kuckucke)
Dieser Band wurde 1997 veröffentlicht. Er beginnt mit einer Abhandlung über „Artkonzepte und Artgrenzen in der Ornithologie“ von Jürgen H. Haffer. Folgende Familien werden in diesem Band behandelt:
- Pteroclididae (Flughühner)
- Columbidae (Tauben)
- Cacatuidae (Kakadus)
- Psittacidae (Eigentliche Papageien)
- Musophagidae (Turakos)
- Cuculidae (Kuckucke)

### Band 5: Barn-Owls to Hummingbirds (Schleiereulen bis Kolibris)
Dieser Band wurde 1999 veröffentlicht. Er beginnt mit einer Abhandlung über „Risikoindikatoren und Statuserfassung bei Vögeln“ von Nigel J. Collar. Folgende Familien werden in diesem Band behandelt:
| - Tytonidae (Schleiereulen) - Strigidae (Eigentliche Eulen) - Steatornithidae (Fettschwalm) - Aegothelidae (Höhlenschwalme) - Podargidae (Eulenschwalme) | - Nyctibiidae (Tagschläfer) - Caprimulgidae (Nachtschwalben) - Apodidae (Segler) - Hemiprocnidae (Baumsegler) - Trochilidae (Kolibris) |

### Band 6: Mousebirds to Hornbills (Mausvögel bis Nashornvögel)
Dieser Band wurde im Jahre 2001 veröffentlicht. Er enthält ein Einleitungskapitel über die „Vogelstimmenerfassung“ von Luis F. Baptista und Don Kroodsma. Folgende Familien werden in diesem Band behandelt:
| - Coliidae (Mausvögel) - Trogonidae (Trogone) - Alcedinidae (Eisvögel) - Todidae (Todis) - Momotidae (Sägeracken) - Meropidae (Bienenfresser) | - Coraciidae (Racken) - Brachypteraciidae (Erdracken) - Leptosomatidae (Kurol) - Upupidae (Wiedehopfe) - Phoeniculidae (Baumhopfe) - Bucerotidae (Nashornvögel) |

### Band 7: Jacamars to Woodpeckers (Glanzvögel bis Spechte)
Dieser Band wurde im Jahre 2002 publiziert. Da das HBW (bis auf wenige Ausnahmen) nur lebenden Vogelarten einen eigenen Artikel widmet, ist dies der einzige Band, der im von Errol Fuller verfassten Einleitungskapitel ausführlich auf die neuzeitlich ausgestorbenen Vogelarten wie den Dodo oder die Wandertaube eingeht. Randnotizen über neuzeitlich ausgestorbene Vogelarten finden sich in den anderen Bänden innerhalb der Familienartikel. Folgende Familien werden in diesem Band behandelt:
- Galbulidae (Glanzvögel)
- Bucconidae (Faulvögel)
- Capitonidae (Bartvögel)
- Ramphastidae (Tukane)
- Indicatoridae (Honiganzeiger)
- Picidae (Spechte)

### Band 8: Broadbills to Tapaculos (Breitrachen bis Bürzelstelzer)
Dieser Band wurde im Jahre 2003 veröffentlicht. Er enthält ein einleitendes Kapitel über „die Geschichte der Vogelklassifizierung“ von Murray Bruce. Folgende Familien werden in diesem Band behandelt:
| - Eurylaimidae (Breitrachen) - Philepittidae (Lappenpittas) - Pittidae (Pittas) - Furnariidae (Töpfervögel) - Dendrocolaptidae (Baumsteiger) | - Thamnophilidae (Ameisenvögel) - Formicariidae (Ameisenpittas und Ameisendrosseln) - Conopophagidae (Mückenfresser) - Rhinocryptidae (Bürzelstelzer) |

### Band 9: Cotingas to Pipits and Wagtails (Schmuckvögel bis Stelzen und Pieper)
Dieser Band wurde im Jahre 2004 veröffentlicht. Das Einleitungskapitel von Richard Banks beschäftigt sich mit der „ornithologischen Nomenklatur“. In diesem Band werden folgende Familien behandelt:
| - Cotingidae (Schmuckvögel) - Pipridae (Schnurrvögel) - Tyrannidae (Tyrannen) - Acanthisittidae (Maorischlüpfer) - Atrichornithidae (Dickichtvögel) | - Menuridae (Leierschwänze) - Alaudidae (Lerchen) - Hirundinidae (Schwalben) - Motacillidae (Stelzen und Pieper) |

### Band 10: Cuckoo-Shrikes to Thrushes (Stachelbürzler bis Drosseln)
Dieser Band wurde im Jahre 2005 publiziert. Er enthält ein Einleitungskapitel über die „Ökologie und Bedeutung von nicht heimischen Vogelarten“ von Daniel Soll, Tim Blackburn, Phillip Cassey, Richard Dancun und Jordi Clavell. Folgende Familien werden in diesem Band behandelt:
| - Campephagidae (Stachelbürzler) - Pycnonotidae (Bülbüls) - Chloropseidae (Blattvögel) - Irenidae (Feenvögel) - Aegithinidae (Ioras) - Ptiliogonatidae (Trauerseidenschnäpper) - Bombycillidae (Seidenschwänze) | - Hypocoliidae (Seidenwürger) - Dulidae (Palmschwätzer) - Cinclidae (Wasseramseln) - Troglodytidae (Zaunkönige) - Mimidae (Spottdrosseln) - Prunellidae (Braunellen) - Turdidae (Drosseln) und ein Teil der Unterfamilie der Schmätzer (Saxicolinae), der heute in die Familie der Fliegenschnäpper (Muscicapidae) integriert ist (siehe HBW 11) |

### Band 11: Old World Flycatchers to Old World Warblers (Fliegenschnäpper bis Grasmückenartige)
Dieser Band erschien im September 2006. Er enthält ein Einleitungskapitel über die „ökologische Bedeutung von Vogelpopulationen“ von Çağan Hakkı Şekercioğlu und ein Vorwort von Paul R. Ehrlich. Folgende Familien werden in diesem Band behandelt:
| - Muscicapidae (Fliegenschnäpper) - Platysteiridae (Schnäpperwürger) - Rhipiduridae (Fächerschwänze) - Monarchidae (Monarchen) | - Regulidae (Goldhähnchen) - Polioptilidae (Mückenfänger) - Cisticolidae (Halmsängerartige) - Sylviidae (Grasmückenartige) |

### Band 12: Picathartes to Tits and Chickadees (Felshüpfer bis Meisen)
Dieser Band wurde Oktober 2007 veröffentlicht. Er enthält ein Vorwort über fossile Vögel von Kevin J. Caley. Folgende Familien werden in diesem Band behandelt:
| - Picathartidae (Felshüpfer) - Timaliidae (Timalien) - Paradoxornithidae (Papageischnäbel) - Pomatostomidae (Sicheltimalien oder Australsäbler) - Orthonychidae (Stachelschwanzflöter oder Laufflöter) | - Eupetidae (umfasst die monogenerische Familie Eupetidae und die Familie Cinclosomatidae) - Pachycephalidae (Dickköpfe) - Petroicidae (Schnäpper oder Australische Schnäpper) - Maluridae (Australische Sänger und Staffelschwänze) - Dasyornithidae (Lackvögel oder Borstenvögel) | - Acanthizidae (Südseegrasmücken, Gerygonen und Dornschnäbel) - Epthianuridae (Trugschmätzer) (heute ungültige Familie, die Gattung Epthianura gehört heute zur Familie Meliphagidae). - Neosittidae (Spiegelkleiber und Prachtkleiber) - Climacteridae (Baumrutscher) - Paridae (Meisen) |

### Band 13: Penduline-tits to Shrikes (Beutelmeisen bis Würger)
Dieser Band wurde im Oktober 2008 veröffentlicht. Im von Ian Newton verfassten Einleitungskapitel geht es um die Vogelwanderung.
| - Remizidae (Beutelmeisen) - Aegithalidae (Schwanzmeisen) - Sittidae (Kleiber) - Tichodromadinae oder Tichodromadidae in der HBW-Systematik (Mauerläufer) - Certhiidae (Baumläufer) - Rhabdornithidae (Trugbaumläufer) | - Nectariniidae (Nektarvögel) - Melanocharitidae (Beerenpicker) - Paramythiidae (Beerenfresser) - Dicaeidae (Mistelfresser) - Pardalotidae (Panthervögel) | - Zosteropidae (Brillenvögel) - Promeropidae (Honigvögel oder Proteavögel) - Meliphagidae (Honigfresser) - Oriolidae (Pirole) - Laniidae (Würger) |

### Band 14: Bush-shrikes to Old World Sparrows (Buschwürger bis Sperlinge)
Dieser Band wurde im Oktober 2009 veröffentlicht. Das Vorwort über die Vogelbeobachtung in der Vergangenheit, in der Gegenwart und in der Zukunft wurde von Stephen Moss verfasst. Folgende Familien werden in diesem Band behandelt:
| - Malaconotidae (Buschwürger) - Prionopidae (Brillenwürger) - Vangidae (Vangawürger) - Dicruridae (Drongos) - Callaeatidae (Lappenvögel) - Notiomystidae (Stichvogel) - Grallinidae (Drosselstelzen) (ehemalige Familie, deren Mitglieder heute zu den Monarchen und zu den Schlammnestkrähen gerechnet werden) - Corcoracidae (Schlammnestkrähen) - Artamidae (Schwalbenstarverwandte) | - Pityriaseidae (Warzenkopf) - Cracticidae (Würgerkrähen) - Paradisaeidae (Paradiesvögel) - Ptilonorhynchidae (Laubenvögel) - Corvidae (Rabenvögel) - Buphagidae (Madenhacker) - Sturnidae (Stare) - Passeridae (Sperlinge) |

### Band 15: Weavers to New World Warblers (Webervögel bis Waldsänger)
Dieser Band wurde im Oktober 2010 veröffentlicht. Das Vorwort über den weltweiten Vogelschutz wurde von Stuart Butchart, Nigel Collar, Alison Stattersfield und Leon Bennun verfasst. Folgende Familien werden in diesem Band behandelt:
| - Ploceidae (Webervögel) - Estrildidae (Prachtfinken) - Viduidae (Witwenvögel) - Vireonidae (Vireos) - Fringillidae (Finken) - Drepanidinae oder Drepanididae in der HBW-Systematik (Kleidervögel) - Parulidae (Waldsänger) |

### Band 16: Tanagers to New World Blackbirds (Tangaren bis Stärlinge)
Dieser Band wurde im Dezember 2011 veröffentlicht. Das Vorwort über Klimawandel und Vögel wurde von Anders Pape Møller verfasst. Folgende Familien werden in diesem Band behandelt:
- Thraupidae (Tangaren)
- Cardinalidae (Kardinäle)
- Emberizidae (Ammern)
- Icteridae (Stärlinge)

### Sonderband: New Species and Global Index (Neue Arten und globales Inhaltsverzeichnis)
Dieser Band wurde im Juli 2013 veröffentlicht. Er umfasst die Beschreibungen von 89 neuen Vogelarten, darunter die wissenschaftlichen Erstbeschreibungen von 15 bisher unbeschriebenen Arten aus dem Amazonasgebiet, sowie das globale Inhaltsverzeichnis aller in den 17 Bänden behandelten Vogelarten. Daneben werden 200 Fotos aus dem HBW World Bird Photo Contest vorgestellt. Das Vorwort gibt einen geschichtlichen Abriss über die Entwicklung vom 1922 gegründeten International Committee for Bird Protection bis zur heutigen Vogelschutzorganisation BirdLife International. Die Einleitung von Jon Fjeldså ist über die Makrosystematik der Vogelordnungen.

### HBW and BirdLife International Illustrated Checklist of the Birds of the World: Band 1: Non-Passerines
Dieser Band wurde im Juli 2014 veröffentlicht. Basierend auf dem Artenkonzept von Tobias et al., 2010  legt Lynx Edicions in Zusammenarbeit mit BirdLife International eine umfangreiche Checkliste aller im HBW behandelten Arten und Unterarten sowie die zum gegenwärtigen Zeitpunkt neu entdeckten beziehungsweise neu abgetrennten Arten und Unterarten vor. Der Band enthält Kurzbeschreibungen, Illustrationen, Verbreitungskarten sowie die englischen, spanischen, französischen und deutschen Trivialnamen aller Urkiefervögel sowie der Neukiefervögel mit Ausnahme der Sperlingsvögel. Es werden 9541 akzeptierte Taxa, 4372 rezente Arten aus 988 Gattungen, 105 Familien und 35 Ordnungen gelistet. Ferner werden 99 neuzeitlich (nach 1500) ausgestorbene Arten aufgeführt, darunter 50 illustrierte in Anhang 1 und 49 ohne Illustration in Anhang 2. Im Vergleich zur Original-HBW-Reihe werden 461 Taxa als eigenständige neue Arten abgespalten und 20 ehemalige Arten entweder als Unterarten oder als Synonyme von anderen Arten betrachtet.

### HBW and BirdLife International Illustrated Checklist of the Birds of the World: Band 2: Passerines
Dieser Band wurde im Dezember 2016 veröffentlicht. Basierend auf dem Artenkonzept von Tobias et al., 2010 legt Lynx Edicions in Zusammenarbeit mit BirdLife International eine umfangreiche Checkliste aller im HBW behandelten Arten und Unterarten sowie die zum gegenwärtigen Zeitpunkt neu entdeckten beziehungsweise neu abgetrennten Arten und Unterarten vor. Der Band enthält Kurzbeschreibungen, Illustrationen, Verbreitungskarten sowie die englischen, spanischen, französischen und deutschen Trivialnamen aller Sperlingsvögel. Es werden 6592 rezente Arten aus 1358 Gattungen, 138 Familien und einer Ordnung gelistet. Ferner werden 57 neuzeitlich (nach 1500) ausgestorbene Arten aufgeführt. Im Vergleich zur Original-HBW-Reihe werden 628 Taxa als eigenständige neue Arten abgespalten und 41 ehemalige Arten entweder als Unterarten oder als Synonyme von anderen Arten betrachtet.

## Internet Bird Collection
In Ergänzung zum HBW wurde zwischen 2002 und 2020 eine Datenbank mit Video- und Fotodateien zu den behandelten Vogelarten aufgebaut. Seit Mai 2020 ist sie ein Teil der Macaulay Library.

## HBW Alive
Im Juli 2013 hat Lynx Edicions das Projekt HBW Alive online gestellt. In dieser anmelde- und kostenpflichtigen Datenbank sind alle Art- und Familienbeiträge aus allen veröffentlichten HBW-Bänden erfasst. Sie enthält neben den Illustrationen jeder einzelnen Art Links zu Foto-, Video- und Tonmaterial sowie die Karten der Verbreitungsgebiete. 2019 schlossen die Cornell University und Lynx Edicions ein Joint Venture mit dem Ziel, deren Online-Zugpferde HBW Alive, Birds of North America und Neotropical Birding, die Foto- und Videodatenbanken ebird und Internet Bird Collection sowie die Tondatenbank Macaulay Library auf einer neuen Website mit dem Namen Birds of the World zu vereinigen und im März 2020 online zu stellen. Im Mai 2020 wurde HBW Alive eingestellt.